# 白头翁 (植物)
白头翁（学名：Pulsatilla chinensis）是一种多年生草本植物，属毛茛科，其根是常见中草药之一。

## 形态
全株被白色柔毛。叶基生，有长柄，叶片三全裂，顶片和侧片隔离很远，各片再二回深裂，最终裂片先端屡有一二缺刻；早春开暗紫色花，单生于花茎顶端，外被白毛；瘦果多枚相聚成头状，先端各有被长白毛的花柱，外观像一堆白法。

## 分布
主要分布于中国东北、华北以及陕西、安徽、江苏、湖北、四川等地。

## 药用
入药的白头翁根有苦味，中医认为其性微寒，可用于清热凉血、解毒；主要治疗热毒泻痢、赤痢下血等症。

## 延伸阅读
[在维基数据编辑]